# Gaius Caecilius Statius
Gaius Statius Caecilius (kolem 220 př. n. l. Sarsina – 184 př. n. l.) byl římský dramatik.
G. S. Caecilius byl jako dítě přiveden do Říma jako zajatec a stal se otrokem. Po propuštění na svobodu přijal jméno svého původního pána – Caecilius. Pod tímto jménem se věnoval literární činnosti.
Z jeho díla se zachovalo velmi málo, známo je asi 40 názvů jeho děl.
- Plocium
- Synephebi